# Hilara testacea
Hilara testacea är en tvåvingeart som beskrevs av Friedrich Hermann Loew 1864. Hilara testacea ingår i släktet Hilara och familjen dansflugor. Inga underarter finns listade i Catalogue of Life.